# Safareig públic de Palafrugell
El safareig públic de Palafrugell (Baix Empordà) està situat al sector meridional del carrer Ample.

## Descripció

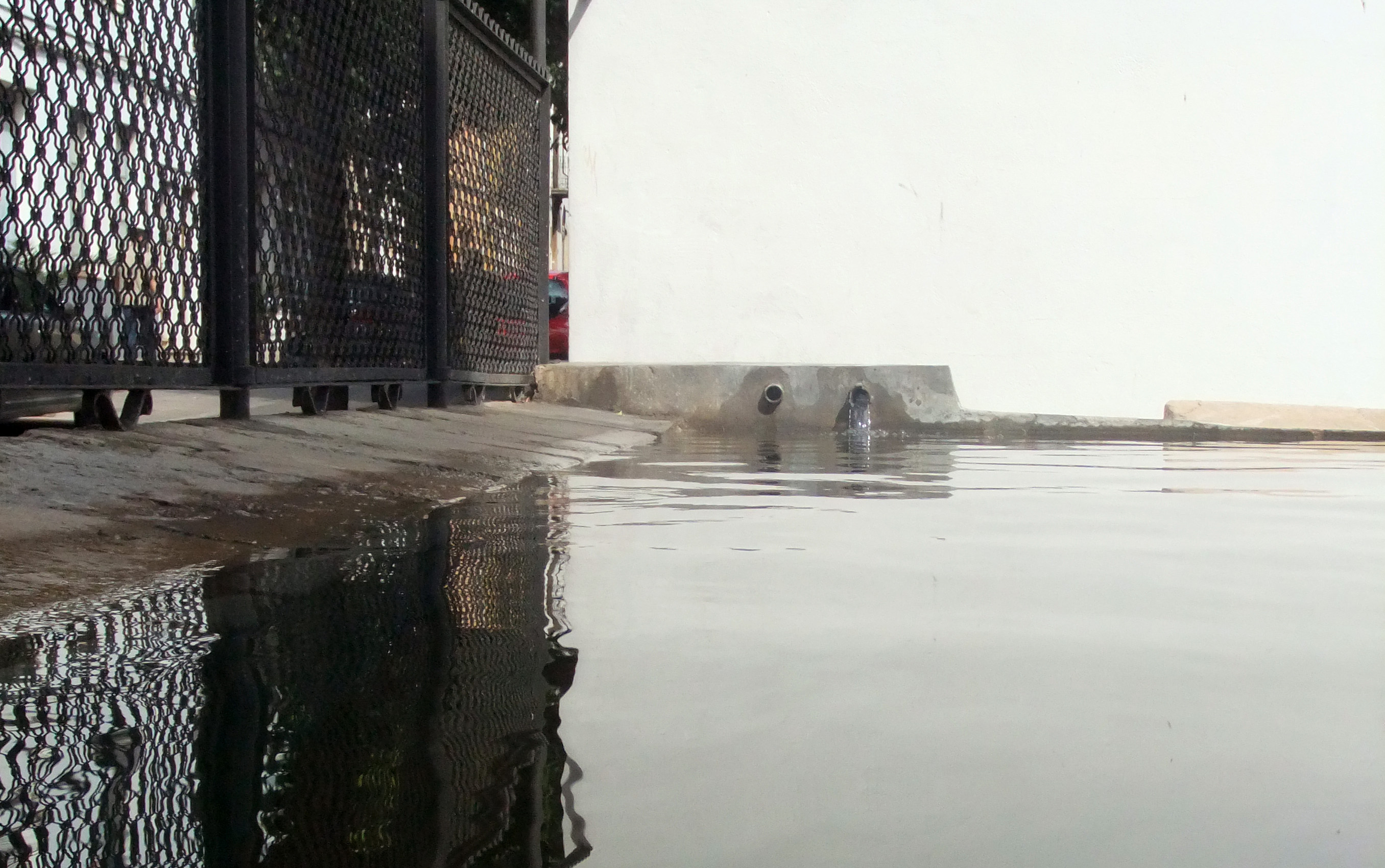
Safareig

Gran safareig públic situat en un eixamplament d'un dels costats del carrer Ample de Palafrugell. La piscina és una bassa rectangular de mig metre d'alçada. Hi brolla un raig d'aigua que prové de la mina de la deu subterrània situada a l'actual Casal Popular la qual alimentava també la font que donà nom al carrer de la Font, avui anul·lada.

## Història
Al segle xix aquest safareig va substituir el safareig que hi havia fins llavors adossat a l'antiga font, avui soterrada i situada a la confluència dels carrers Ample i de la Font.
El novembre de 2004 les alumnes de l'Aula d'Art van pintar un mural a les parets del voltant del safareig per recordar les antigues mestresses de casa.